# Kodeń Drugi
Kodeń Drugi – część wsi Kodeń w Polsce, położona w województwie lubelskim, w powiecie bialskim, w gminie Kodeń.
W latach 1975–1998 Kodeń Drugi należał administracyjnie do województwa bialskopodlaskiego.